# Экзогенные процессы
Экзогенные процессы — совокупность процессов, происходящих на поверхности Земли (или другой планеты) или в верхней части литосферы и обусловленных внешними (по отношению к планете) силами — оболочками (атмосферой, гидросферой, криосферой и т. д.), космическими силами, радиацией, гравитацией и т. д. Являются противоположностью эндогенных процессов — процессов, обусловленных внутренними силами (вулканизм, тектоника и пр.).
К экзогенным процессам относят выветривание, денудацию и совокупность всех её агентов (эрозию, корразию, экзарацию и пр.) и аккумуляцию вещества. Выражаются экзогенные процессы обычно в виде разрушения горных пород (выветривания) и расчленении рельефа, переноса продуктов разрушения, их аккумуляции и седиментогенезе. Также к экзогенным процессам относят и человеческое воздействие на природу.
Первоисточником экзогенных процессов на Земле и смежных планетах является, в первую очередь, энергия Солнца. Лучистое тепло, попадая на поверхность, воздействует непосредственно (вызывая, например, пустынный загар горных пород) или, чаще, опосредовано — переходя в кинетическую энергию различных мобильных сред (в первую очередь, воздуха и воды) через перепады температур и давления, образование водных осадков в облаках, (которые, выпадая, образуют водотоки, водоёмы и ледники, являющиеся геологическими агентами денудации), химические реакции и т. д.
Экзогенные процессы формируют осадочный чехол и морфоскульптуру планеты, а также связанные с ними месторождения полезных ископаемых. Это значит, что по ним можно выяснять условия, в которых они формировались, что является принципиальной чертой метода актуализма. Иногда в состав экзогенных процессов не относят склоновые процессы, обусловленные гравитацией, падение метеоритов, радиационное выветривание и т. д. В таком случае их называют космогенными процессами.

## Процессы

### Выветривание
Совокупность процессов разрушения и химического изменения горных пород на земной поверхности (или вблизи неё) под воздействием атмосферы, воды и организмов. Выделяют соответственно физическое (подразделяется на температурное и механическое), химическое и биогенное выветривание. Нередко к выветриванию причисляют также почвообразование, как процесс биогенного выветривания.

### Склоновые
Склоновые (или гравитационные) процессы в общем виде — это процессы переноса и сноса материала со склонов под действием сил гравитации. К ним относятся лавины, обвалы, осыпи, оползни, отседание и сплывание склонов, солифлюкцию и дефлюкцию.

### Флювиальные
Реки и другие водотоки переносят наносы. Вода способна мобилизовать наносы и переносить их вниз по течению. Скорость транзита наносов зависит от доступности и наличия наносов, а также от расхода воды (дебета) реки. Обычно реки увеличиваются в размерах по мере объединения с другими реками. Сеть рек таким образом образует речную систему, часто реки являются дендрирующими (ветвящимися), но могут приобретать и другие формы, которые зависят от конкретной поверхности и геологического строения территории.
К флювиальным процессам относят эрозию, делювиальный смыв, сель, русловые процессы, устьевые процессы.

### Береговые
Это формирование рельефа в прибрежной зоне морей, озёр и т. д. Основным береговым процессом является абразия. Формируются аккумулятивные и денудационные формы. Пример аккумулятивных — пляжи, а денудационных — клиф.

### Ледниковые (гляциальные)
Особенностью ледников является движение льда. Постепенное движение льда вниз - причина выпахивания подстилающих горных пород. Экзарация производит тонкий налёт, называемый ледяным порошком. Обломки пород, переносимые на поверхности, внутри ледникового покрова и в его основании, называются мореной. Также гляциальным процессом является  водно-ледниковая эрозия и аккумуляция (гляциофлювиал и гляциолимний).

### Нивальные
Нивация и альтипланация.

### Мерзлотные
Термокарст, термоэрозия, термоабразия, морозная сортировка, криотурбация, образование наледей и т. д.

### Эоловые
Получили своё название от греческого бога ветра Эола. Это процессы формирования рельефа под действием ветра. Формируются аккумулятивные формы (например, барханы) и денудационные формы (например, рвы выдувания вдоль дорог в пустыне). Основной действующий фактор — ветропесчаный поток (обычно песчаные частицы захватываются с поверхности при скорости ветра свыше 4 м/c, но это значение меняется в зависимости от размера и формы частиц).
Основными эоловыми процессами являются дефляция и корразия.

### Карст
Данный процесс образует как наземные (карры, карстовые воронки, полья, карстовые котловины и долины), так и подземные (пещеры, колодцы, полости) формы рельефа и отложения.

### Суффозионные
Суффозия — процесс выноса из горных пород глинистых и алевритовых частиц. В результате этого образуются своеобразные формы рельефа овальной или округлой формы: падины, западины, блюдца.

### Биогенные
Это формирование рельефа под воздействием живых организмов. Примеры: тропинки в лесах, искори, термитники, плотины, в тропических морях - коралловые рифы (окаймляющие, барьерные и атоллы).

### Техногенные
Изменение рельефа человеком и созданными им процессами. Данный процесс наблюдается при открытой добыче полезных ископаемых в карьерах, дорожном и гидротехническом строительстве, эксплуатации городов и промышленных центров, сельскохозяйственных работах и т. д.

### Космогенные
Характерны для планет Земной группы, но не всегда являются основными факторами образования рельефа. Пример формы рельефа: ударный кратер (один из наиболее известных - Аризонский кратер).